# Богория (езеро)
Богория (на английски и на суахили: Bogoria) е сравнително малко, силно алкално езеро в Кения, разположено във вулканичната зона на Източноафриканската рифтова долина. Намира се на 260 km от Найроби и на 25 km южно от временната самолетна писта близо до езерото Баринго. Богория има най-зрелищната геотермална активност, тъй като притежава най-големия брой естествени гейзери в Африка. Алкалните му води са добра среда за развитието на синьозелените водорасли, които от своя страна привличат голяма популация от фламинго като основен хранителен ресурс за тези птици. Масаите наричат езерото Mbatibat.
За европейците е открито през 1885 г. от Джеймс Ханингтън, първият англикански епископ в Екваториална Източна Африка и известно време е носело неговото име. През 1892 г. английският геолог Джон Грегъри, създател на теорията за възникването на рифта, пътува пеш от Момбаса и достигайки до Богория описва езерото като „най-красивата гледка в Африка“.

## Климат
Климатът в района на езерото е полусух с валежи, възлизащи на 700 – 900 mm/годишно. В зависимост от сезона температурите се движат между 10 °C и 30 °C.

## География
Езерото Богория заема тесен асиметричен полуграбен в северната част от Източноафриканския рифт, попадащ в границите на Кения. Има дължина 17 km, ширина 3,5 km и се намира на 990 m над морското равнище. В различните части дълбочината му варира от 5,5 до 10 метра. Водосборният басейн на езерото се простира в зона на вулканични скали, формирани през Миоцена и Плейстоцена и обхваща област от около 700 km2 Наличието на многобройни горещи извори и гейзери е индикация за близостта на магмата до повърхността.
Край източната част на езерото на 700 m височина се издигат стръмните склоновете на възвишенията Богория. На изток на 600 m над водната повърхност се извисяват и склоновете на Сирачо (Siracho) и Ngendelel, а в северния му край се намира блатото Кесубо (Kesubo). Зоната е земетръсна, като най-силното известно земетресение с магнитуд 7 по скалата на Рихтер е станало през 1828 година. Околните фумароли изхвърлят пара, CO2, както и незначителни количества сероводород (H2S) и метан (CH4).

## Води
Геотермалната активност в зоната на езерото е локализирана по западното му крайбрежие. По бреговете на Богория, разположени в три основни групи се вливат над 200 горещи извора, а отделно от това голямо количество извират директно от дъното му. Много от тях имат високо съдържание на СО2. Зоните на концентрацията им са Лобуру, Чемуркеу, и южната група, обхващаща Ng'wasis, Koibobei и Losaramat. Изворните води съдържат калцинирана сода средно 26 g/ℓ с pH средно от 7,1 до 9,9. В Лобуру се намират около 60 горещи извора с 6 гейзера, а в Чемуркеу групата се състои от 40 извора и 4 гейзера. В югоизточния край са изворите в Koibobei с най-малко 3 гейзера и в източната страна – 17 извора в Losaramat с 3 гейзера. Гейзерите в южната част на езерото са минимум 16.
Езерото е известно с най-голямото количество гейзери в цяла Африка, които изригват на височина до 2,5 – 3 метра и разнасят миризма на серни изпарения. Всички те са разположени в близост до бреговата линия на езерото, като най-голямата си концентрация достигат в Лобуру, където температурите им са екстремно високи. През последните 30 години тук са избликнали най-малко 16 нови гейзера. Между август 2005 и август 2006 г. нивото на езерото намалява с около 30 cm, което довежда до съществени промени в дейността на част от крайбрежните гейзери. Изригванията от някои отвори прекъсват, а дебитът на други се увеличава значително. Всички гейзери са разположени много ниско – почти на нивото на езерото, или дори под него. Когато нивото на водите се повиши, част от отворите попадат под повърхността на водата и активността им намалява.
Пет гейзера принадлежат към групата, наречена KL19. Техните отвори са разположени в близост, на метри един от друг. Водната струя, изхвърляна от един от тези гейзери през 1995 г. е с височина 3,5 m, а изригването става на всеки 5 – 8 минути. По-късно обаче активността и мощността на изхвърляне на водата му силно намаляват. През 2006 г. на 30 метра северно от KL19 се появява гейзерът KL30, който се издига на височина от 5 m и с това става най-високият гейзер в Африка. Цикълът на изхвърляне на водните струи е редовен – през 45 ± 2 минути, а температурата на водата му през спокойната фаза е 82°–93 °C. Продължителността на изригването с максимална височина е около 2 до 2,5 минути. Проливните дъждове в началото на 2007 г. довеждат до повишаване на езерните води с 15 – 20 cm и стават причина за спадане на активността на KL30 и няколко от другите гейзери.
Най-голямата геотермално находище е това в Лобуру. Едноименната река е образувала малка делта на западния бряг, а горещите потоци се намират на север и юг от нея. Част от почти врелите извори са образували малки басейни, някои с дълбочина повече от 2 метра. Други извори, вместо басейни са формирали дълбоки конусни отвори. На няколко места се наблюдава тънък слой от силициеви депозити, които са показател за гейзерна активност в близкото минало. Такива гейзери без силикатни агломерати се наричат гейзерити и са рядкост в света.
От север в Богория се влива река Сандай (Уасеге), която преминава през крайбрежното блато Кесубо, преди да присъедини водите си към езерото. Още две по-малки рекички се вливат в западната част на езерото – Емсос и Лобуру. Освен това захранването на езерните води става чрез крайбрежни и дънни извори и потоци и чрез валежи. Повърхностен отток не съществува. Поради високите температури по-голямата част от водите му се губят чрез изпарения, достигащи до 2600 mm/год. При липсата на отток, езерото е „капсулирано“ и нивото на повърхността му се подлага на чести и бързи промени, главно в отговор на промените в режима на валежите. В резултат на тези процеси солеността му силно нараства и обикновено е два пъти повече от тази на морската вода.
Водите на езерото са богати на калцинирана сода и съдържат карбонатни и бикарбонатни йони. Водородният им показател pH е много висок – варира между 9,5 и 10,5. Въпреки че е с малка дълбочина, езерото е тип многослойно – водите му са разслоени на два пласта, които никога не се смесват. Повърхностният слой периодично се аерира, получавайки кислород от вливащите се потоци и духащите ветрове, които го раздвижват. Солеността му е 60 g/ℓ. Придънният слой остава безкислороден със соленост около 90 g/ℓ.
Радиометричните изследвания доказват, че езерото не винаги е било алкално и солено. Ядрото на утайките от неговото дъно водят до извода, че в последните 10 000 години са съществували няколко етапа, през които езерото е било сладководно. Промяната се дължи на променените климатични условия и силно пониженото количество на валежите.

## Флора и фауна
Проследявайки езерата в кенийската част на Източноафриканския рифт, се отбелязват две общи черти за всички тях – фактът, че са алкални и присъствието на голяма популация фламинго по крайбрежията им. Всички те, заради високия си водороден показател, създават добри условия за развитие на цианобактерии и някои други микроорганизми. В Богория те са представени от свободно плаващата влакнеста Spirulina, основна храна за фламингото. Поради високата температура на подводните извори и гейзерите езерото не е обитавано от рибни видове.
Езерото Богория и около 100 km2 по източния му бряг са обявени за Национален резерват от 1973 г., а от 2001 г. са защитени от Рамсарската конвенция за влажните зони с международно значение и по специално като местообитание на водолюбиви птици. Те включват много регионално и национално застрашени видове, главно миграционните потоци от двата вида фламинго и черновратия гмурец. В резервата могат да бъдат наброени до 2 милиона различни видове птици. Пресноводните извори и потоци по бреговете на езерото привличат много диви животни и птици, като от последните са наброени 135 вида. Фламингото е представено от двата си африкански вида – розово и малко. В пиковите периоди на годината тук се наброяват над един милион екземпляра. Край езерото се отчита една от най-големите популации от розово фламинго в света. Все повече от тях предпочитат езерото Богория пред замърсените води на близкото Накуру. В началото на 2000 г. е наблюдаван значителен брой смъртни случаи сред розовото фламинго, във връзка с което BBC провежда разследване.
По околните склонове гнездят сравнително голямо количество орли рибари, степни орли, Aquila rapax. В някои моменти на едно дърво могат да се видят накацали седем, осем или повече орела. Могат да се наблюдават още жълтоклюн щъркел, бяла лопатарка (Platalea alba), ястреб от вида Micronisus gabar, турилик Burhinus vermiculatus, голям синигер (Parus major), златногръд скорец (Cosmopsarus regius), птица носорог и други.
Бозайниците тук са представени от най-едрите котки на континента гепард, лъв, леопард , каракал и сервал. Рядкото хиеновото куче също обитава района около езерото. Тук се припокриват ареалите и на трите вида чакали. От другите хищници се срещат и петниста и ивичеста хиена, земен вълк, капска видра, няколко вида виверови и дългоухи лисици. От тревопасните разнообразието е още по-голямо. Срещат се зебри, газели, дребни антилопи дикдики, импала, кафърски бивол, семейства брадавичести свине. Броят на голямото куду (Tragelaphus strepsiceros) тук достига до 180 екземпляра, най-големият брой откакто резерватът съществува. Тъй като терените за паша около езерото са ограничени, броят на тревопасните не е голям. Приматите са представени от няколко вида коткоподобни маймуни и гигантското галаго на Гарнет. Срещат се и степен люспеник, гривесто бодливо свинче и много видове зайци.
Езерото и особено блатистата част на север са обитавани от около 20 вида жаби, между които Ptychadena mascareniensis, Ptychadena oxyrhynchus, Ptychadena schillukorum, Pyxicephalus adspersus, Tomopterna marmorata и други.
Околностите на езерото са заети главно с храстовидна и тревиста растителност. В южния край на езерото се намира гориста местност, заета от акации, между които се издигат стари единични смокинови дървета. На северния бряг е разположено блатото Кесубо, обрасло с папируси.

## Население
Областта около езерото е населена от масайски племенни групи. Тук живеят около 40 000 души според преброяването от 1999 г., но населението бързо се увеличава, благодарение главно на механичен прираст.
Местните хора вярват, че вдишването и излагането на парите от гейзерите и горещите извори имат лечебни свойства и облекчават дихателни и кожни проблеми. Освен това често ползват горещите извори като своеобразни готварски печки, като варят в тях яйца и други хранителни продукти, поставени в найлонови торбички.

## Туризъм
Достъпът до езерото не е добре организиран, няма обществен транспорт и се извършва главно с лични превозни средства. Предлаганите атракции са разходка с лодка по езерните води или с камили по сушата. Организира се посещение на близкото масайско село Njemps. В южната му част са организирани два къмпинга за отсядане на туристите, а в северния, близо до село Лобой е изграден хотелски център.

## Екология
Езерото и околностите му са изправени пред многобройни заплахи, свързани главно с увеличаването на населението и придружаващата го необходимост от използване на нови земи, както и повишената консумация на вода. Завземането на нови терени води до обезлесяване и унищожаване на местообитанията на ценни животински видове. Увеличаването на поливните площи води до понижаване на водните нива. Увеличават се седиментите, а река Уасеге влачи към езерото около 1,7 милиона тона утайки ежегодно.